# FENCE OF DEFENSE III 2235 ZERO GENERATION
FENCE OF DEFENSE III 2235 ZERO GENERATION（フェンス・オブ・ディフェンス サード 2235 ゼロ・ジェネレーション）は1988年9月21日にリリースされたFENCE OF DEFENSE3枚目のアルバム。 発売元はEPIC・ソニー。

## 解説
「未来（2235年）」をテーマに制作された初のコンセプト・アルバムで、アルバムに描かれたストーリーは同時期にCBS・ソニー出版から発売された同名のストーリーブックに著述されている。楽曲の幾つかは1つのテーマに沿った組曲となっている。
初めてストリングス、生ブラスを取り入れ、初のバラード曲、メンバー、マニピュレーター以外のゲストミュージシャンを起用した。
「セイラ」のカップリング曲の「BACK TO THE EDGE」は長い間アルバム未収録だったが、2007年リリースのベストアルバム『GREAT FREAKERS BEST 〜FENCE OF DEFENSE 1987-2007〜』にて初めてアルバムに収録された。

## 参加ミュージシャン
- 小泉洋、設楽篤志：シンセサイザーオペレーター
- 金子飛鳥グループ：ストリングス
- 溝口肇：ストリングスアレンジメント
- 平原まこと：サクスフォン
- 荒木俊夫：トランペット
- 清岡太郎：トロンボーン
- 中西康晴：ピアノ
- 木村誠：パーカッション
- CINDY：コーラス、コーラスアレンジメント
- 佐々木久美：コーラス
- 松木美音：コーラス
- マイケル・ウィルソン：コーラス

## 収録曲
| 全作曲: 西村麻聡、全編曲: FENCE OF DEFENSE。 | |                  |            |      |
| #                                            | タイトル                                                                                             | 作詞             | 作曲・編曲 | 時間 |
| 1.                                           | 「DARKNESS REMAINS THE SAME」(I) 2235 II) DARKNESS REMAINS THE SAME III) THE DANGEROUS OPERA BEGINS) | CHRIS MOSDELL    | 西村麻聡   | 6:09 |
| 2.                                           | 「DATA No.6」                                                                                        | K.INOJO          | 西村麻聡   | 5:38 |
| 3.                                           | 「LAND OF THE LIAR」                                                                                 | FENCE OF DEFENSE | 西村麻聡   | 5:03 |
| 4.                                           | 「SARA」                                                                                             | FENCE OF DEFENSE | 西村麻聡   | 4:33 |
| 5.                                           | 「HONEY MONEY」                                                                                      | K.INOJO          | 西村麻聡   | 4:51 |
| 合計時間:                                    | 合計時間:                                                                                            | 合計時間:        | 26:14      |      |

| #         | タイトル                                                  | 作詞                           | 作曲・編曲 | 時間 |
| --------- | --------------------------------------------------------- | ------------------------------ | ---------- | ---- |
| 6.        | 「AGAIN」                                                 | FENCE OF DEFENSE               |            | 4:56 |
| 7.        | 「FLOATING TIME」                                         |                                |            | 4:34 |
| 8.        | 「IN MYSELF」                                             | 柳川英巳                       |            | 5:56 |
| 9.        | 「THIS WORLD」(I) GEO II) THIS WORLD III) THE LOST DANCE) | FENCE OF DEFENSE CHRIS MOSDELL |            | 8:16 |
| 合計時間: | 合計時間:                                                 | 合計時間:                      | 23:42      |      |

## 楽曲解説
1. DARKNESS REMAINS THE SAME
  1. I) 2235
  2. II) DARKNESS REMAINS THE SAME
  3. III) THE DANGEROUS OPERA BEGINS
2. DATA NO.6
ガイナックスによって、この楽曲のビデオ・クリップがアニメーションで制作されており、業界初の「シングル・ビデオ」として発売されている。このビデオ・クリップは、先の武道館の公演の際ステージのスクリーンで公開され、その後の全国ツアーでも同曲の演奏に合わせて上映されていた。また、武道館公演はアンコールを除く全曲がライブ・ビデオとして発売されている（2009年DVD化）。
3. LAND OF THE LIAR
4. SARA
本作と同時発売となった5thシングル。読売テレビ系アニメーション『シティーハンター2』の第2期オープニングテーマに起用され、彼らにとって初のスマッシュヒットとなった。ちなみに、一度レコーディングした後に、「シティーハンター2」のタイアップが決まった為、歌詞が変更になった。
5. HONEY MONEY
6. AGAIN
  - リプロダクションアルバム「FENCE OF DEFENSE 20th Anniversary RE-PRODUCT 1987-1992』には新たにリミックスされたものが収録されている。
7. FLOATING TIME
8. IN MYSELF
9. THIS WORLD
  1. I) GEO
  2. II) THIS WORLD
  3. III) THE LOST DANCE